# Claire Williams
Claire Williams OBE (Windsor, 21 juli 1976) was plaatsvervangend teamhoofd van het Williams Formule 1-team.
Williams werd na haar studie politieke wetenschappen aan Newcastle University persverantwoordelijke van het wegracecircuit Silverstone. In 2002 werd ze persverantwoordelijke bij het Williams team, waar ze in 2010 doorgroeide tot communicatieverantwoordelijke. In 2011 werd ze directeur marketing en communicaties voor Williams. Claire Williams is de dochter van sir Frank Williams. Toen hij in maart 2012 aftrad als lid van de raad van bestuur van het team, mocht zij zijn plaats innemen. In maart 2013 werd ze vervolgens adjunct teamhoofd.
Bij de Birthday Honours van 2016 werd ze officier in de Orde van het Britse Rijk voor haar verdiensten in de Formule 1 sport.
Op 7 september 2020 is zij, na de eerdere verkoop van het team, teruggetreden.
Claire Williams is gehuwd en moeder van een kind.